# Pedro (presidente)
Pedro (em latim: Petrus) foi um oficial bizantino do século V que exerceu função no Egito. Encontrou-se em certa ocasião com Senute de Atribis e foi mencionado por ele numa carta como "Pedro, o Hegêmono". Uma vez que o encontro ocorre na Tebaida, talvez Pedro seria o presidente (praeses) de Tebaida.